# Guy Clemens
Guy Clemens (Gouda, 1981) is een Nederlands acteur. Clemens studeerde in 2006 af aan de Theaterschool te Amsterdam. Hij heeft sindsdien al meerdere rollen in het theater en op televisie gespeeld, met name in dramaproducties.

## Levensloop
Guy Clemens groeide op in een muzikaal gezin in Gouda. Zijn moeder was dwarsfluitist en cellist. Clemens raakte op jonge leeftijd in aanraking met acteren op de jeugdtheaterschool Zuid-Holland in Gouda, thans het Jeugdtheaterhuis Gouda. Hij werd daar onder meer begeleid door theaterdocent Els van der Jagt.
Na afgewezen te zijn voor de Toneelacademie Maastricht begon hij aan de opleiding theater-, film en televisiewetenschappen in Utrecht. Na een half jaar besloot hij deze studie voortijdig te beeindigen. Ondertussen volgde hij vooropleidingen acteren. Anderhalf jaar later werd hij aangenomen voor de theaterschool in Amsterdam, waar hij in 2006 afstudeerde.
Clemens speelde gedurende zijn carrière verschillende rollen waarin hij bestaande personages uitbeeldde, onder meer de topadvocaat Bram Moszkowicz in de dramaserie De Maatschap, de journalist Hans Knoop in de Zaak Menten, de jonge aanstormende politicus Lubbers in Land van Lubbers en Mark Rutte in de voorstelling Kunsthart. In de voorbereiding van deze rollen bestudeerde Clemens beeldmateriaal om de mimiek en karaktertrekken van de personages te begrijpen.

## Carrière
Hij was onder meer te zien in seizoen 1 van de Net5-serie De co-assistent (2007). Hij speelde hierin Job, de vriend van hoofdpersonage Elin (Hanna Verboom). Ook in de advocatenreeks Keyzer & De Boer Advocaten (KRO/NCRV, 2008) en in S1NGLE (Net5, 2008) was Clemens te zien. Op het toneel maakte de acteur echter zijn debuut. Bij Het Toneel Speelt was hij te zien in De geschiedenis van de familie Avenier (2007).
In de AVRO-serie De Troon (2010) speelde hij de jonge Koning Willem III. Vanaf 2010 speelde hij in het Human-programma De vloer op. In 2011 speelde hij de rol van Dylan Levelt in de NCRV-serie Levenslied en een rol in de film Onder Ons.
Op 14 maart 2015 startte de achtdelige televisieserie Schaep Ahoy, waarin hij naast, onder andere, Pierre Bokma, Loes Luca en Marc-Marie Huijbregts, te zien was in de rol van stuurman Barend Bots.
In het tweede seizoen van Heer & Meester in 2016 speelt Clemens de rol van hoteldirecteur en vriend van Valentijn Rixtus Bentinck. In de vierdelige serie Land van Lubbers vertolkt Clemens de rol van de jonge politicus Ruud Lubbers. Hij deelt de rol met acteur Huub Stapel, die de politicus op leeftijd speelt.
Clemens was in 2016 te zien in de serie Welkom in de jaren 60 en als Hans Knoop in De Zaak Menten, naar de gelijknamige affaire. Hij speelde in 2017 Benjamin Meyer in De Maatschap, een serie over een Nederlandse advocatenfamilie. Ook speelde hij in 2017 een rol van een advocaat in serie De mannentester en in De 12 van Oldenheim. In december 2017 speelde Clemens de rol van drugscrimineel in de speciale Kerstspecial van het improvisatieprogramma De vloer op. In 2018 speelde hij de HR-manager Mark Vermeer in Zuidas en had hij de rol van Tim in de film Doris.
In het najaar van 2020 vertolkte hij de rol van Werner Möhring in de thriller-serie Lieve Mama. Sinds datzelfde jaar vertolkte hij ook de rol van vader Tijn in De regels van Floor. In de zomer van 2021 was hij te zien als Daniël Winkelman in de jeugdserie Hoe mijn keurige ouders in de bak belandden.

## Privé
Clemens trouwde in 2016 met de Nederlandse actrice Rosa Reuten. Samen hebben ze twee kinderen.